# Praia de Carvoeiro
A Praia de Carvoeiro é uma praia portuguesa situada na vila de Carvoeiro, no município de Lagoa, no Algarve, Portugal.
Localizada na baixa da vila que já possuiu o mesmo nome, a Praia de Carvoeiro é conhecida por receber no seu areal fino os barcos de madeira dos pescadores locais, o que confere a esta praia os modos piscatórios desde sempre ali praticados, bem como atrai, por isso mesmo, novas vagas de turistas.
É amparada por duas enormes rochas: a da esquerda, que aponta para a Ermida de Nossa Senhora da Encarnação, e a da direita, que dá para o Monte Carvoeiro.